# Шарко Вадим Вікторович
Вадим Вікторович Шарко (1882, Київ — 1930?) — український математик у часи російсько-большевицької окупації України. Професор Київського Кооперативого Інституту, редактор Інституту української наукової мови при ВУАН. Автор нової математичної, геометричної та алгебричної термінології української мови.

## Життєпис
Закінчив Київський університет. 1917—1921, 1923—1925 — викладає математику в Першій українській гімназії імені Шевченка, професор математики у Київському Кооперативному Інституті.
Під час постання УНР, 1917 р. стає членом Математичної Комісії Термінологічної Комісії Товариства Шкільної Освіти та Термінологічної Комісії при Українському Науковому Товаристві, співавтор проектів шкільних програм з арифметики, алгебри і геометрії, автор підручника з арифметики для початкових шкіл українською мовою.
Член Математичної та Фізичної Секцій Природничого Відділу Інституту Української Наукової Мови ВУАН, а 1926 р. — штатний редактор.
Очолював Арбітражну Комісію Інституту.
Заарештований окупаційними органами ОГПУ СРСР 20 серпня 1929. 1930 р. засуджений у процесі Спілки Визволення України. Реабілітований 1989 року.

### Праці
- Програма систематичного курсу арихметики [аритметики] і термінологія. Зложена математичною комісією «Товариства Шкільної Освіти». К., 1917, 16 с. (Співавтор).
- Проєкт алгебричної термінології. Ухвалила Математична Комісія «Товариства Шкільної Освіти» та Термінологічна Комісія Українського Наукового Товариства. К., 1917. (Співавтор).
- Проєкт геометричної термінології. Ухвалила Математична Комісія «Товариства Шкільної Освіти» та Термінологічна Комісія Українського Наукового Товариства. К., 1917. (Співавтор).
- Шарко В. Арихметика. Систематичний курс. ч. І., ч. ІІ. К., 1917.
- З нової математичної термінології // Вісник Інституту Української Наукової Мови. — Вип. 1. — 1928. — С. 39—42